# Orosz László (pedagógus)
Orosz László (Mezőlaborc, 1903. július 23. – Miskolc, 1972. május 9.) pedagógus, iskolaigazgató, néprajzi valamint helytörténeti kutató és író.

## Élete
1903. július 23-án született Mezőlaborcon, Zemplén vármegyében, erdész családba. 1926-ban fejezte be tanulmányait a Budapesti Állami Tanítóképzőben, melyet követően évtizedekig tanított Taktaszadán, Megyaszón és Aszalón. 1959. szeptember 1-től egészen nyugdíjba vonulásáig 1963. augusztus 31-ig az aszalói iskola igazgatója.
Nemcsak pedagógus korában volt igen aktív, hanem nyugdíjas éveiben is, ekkor már több ideje volt, hogy kedvenc témájával, a helytörténettel foglalkozzék. Ennek okán is kapcsolódott be a Borsod megyei néprajzi-honismereti gyűjtőmozgalomba.
Aszalón évekig vezette a Kecskés Tamás Művelődési Otthon honismereti szakkörét és tagja volt a TIT (Tudományos Ismeretterjesztő Társaság) Borsod megyei néprajzi szakosztályának, valamint a Megyei Múzeumbaráti körnek is. A község múltja, haladó hagyományai foglalkoztatták, s nemcsak a helyi néprajzi adatokat gyűjtötte össze nagy szorgalommal, hanem sokszor kutatott a megyei levéltárban, sőt a kassai levéltárakban is.

## Pályaművek
- 1963-1964-ben készítette „Aszaló építkezése” című első pályamunkáját, 9 oldalnyi szöveggel és 60 fényképpel. Ezzel a művével 1966-ban pályázott, és jutalomban is részesült. Az elismerés további munkára ösztönözte.
- 1965-ben „Aszaló cigányai” és „Aszalói népszokások” címmel készített pályamunkákat.
- 1966-ban 38 oldalnyi munkát írt „Az aszalói káptalani uradalom gazdálkodása és az uradalmi cselédek élete” címmel.
- 1969-es pályaművének címe: „Adalékok Aszaló néprajzához”, s ez a munkája már 98 oldal terjedelmű.
- 1970-ben „Újabb adalékok Aszaló néprajzához és helytörténetéhez” című pályamunkája 65 oldalnyi.
- 1970-ben az „Aszalói krónika” című, 260 oldal terjedelmű kötete.
- 1970-ben a „Szülőföldünk Borsod” című kiadványban két kisebb cikke is megjelent „Aszaló cigányai”, illetve a „Miért hagyjuk pusztulni történelmi emlékeinket?” címmel.

## Elismerések
Valamennyi pályamunkával díjat nyert, s bár a szerény díjazás nem fedezte a befektetett hatalmas munkát, nemhogy elkedvetlenedett volna, hanem még nagyobb örömmel dolgozott.

## Legfőbb pályaműve
Azon fáradozott, hogy munkája eljusson a község valamennyi lakosához, s nagy kedvvel kezdett neki az „Aszalói krónika” megírásához.
Nem sajnálta a sok munkát, utánajárást, a szakirodalmak tanulmányozását, nehezen hozzáférhető források kijegyzetelését, csakhogy ez a munka megjelenhessék. Munkájában nemcsak a szakemberektől kapott segítséget és bátorságot, a helyi termelőszövetkezet, a községi tanács is megadott neki minden segítséget. Így jelenhetett meg az „Aszalói krónika” című, 260 oldal terjedelmű kötete 1970-ben.

## Távozása
Orosz László kedves, közvetlen egyéniség volt. tanítványai, kollégái és barátai is csak „Laci bácsi-ként” emlegették.
Nemcsak gyűjtött, publikált, hanem kérdőívekre válaszolt, néprajzi tárgyakat kutatott fel és szívesen mutatta be a falu nevezetességeit, a régi házakat vagy a szakkör állandó kiállítását. Jelen volt valamennyi megyei néprajzi-honismereti rendezvényen, így senki sem gondolta, hogy hirtelen, alig három hét betegeskedés után távozik közülünk.1972. május 9-én hunyt el Miskolcon.